# Flash Parr
Dashiell Robert Parr, detto Flash, è un personaggio immaginario dei film d'animazione pixar Gli Incredibili - Una "normale" famiglia di supereroi e Gli Incredibili 2.

## Biografia del personaggio
Nel film Gli Incredibili, Flash dimostra di essere un ragazzino furbo, sbruffone e ribelle, che viene convocato più volte nell'ufficio del preside (la terza volta per via di uno scherzo al suo insegnante, usando il suo potere) e durante la discussione con sua madre lui si lamenta del fatto che sua madre, Helen, non gli permette di praticare sport scolastici, a causa della sua supervelocità che può mettere in pericolo la loro copertura.
Mentre Helen si prepara a seguire il padre di Flash, Bob, che scopre trovarsi sull'isola di Sindrome, Flash e sua sorella Violetta scoprono le tute fatte da Edna Mode per loro. I due si nascondono sull'aereo di Helen e sopravvivono a malapena alla sua distruzione per mano di Sindrome. Flash e Violetta vengono lasciati a difendersi nella giungla dell'isola mentre Helen segue Bob, che è stato catturato. Prima di lasciarli in una grotta, Helen dice al figlio che se si trovano in pericolo, dovrà correre il più velocemente possibile per proteggersi. La caverna si rivela essere lo scarico ardente delle fiamme della base di Sindrome; Flash e Violetta sono costretti a fuggire dalla caverna e difendersi quando si trovano di fronte agli scagnozzi del malvagio uomo. Questa è la prima volta che Flash è in grado di esplorare completamente i suoi poteri, che gli permettono di sfuggire dagli inseguitori. Lui e Violetta scoprono anche che quando combinano i loro poteri di velocità e di campi di forza, possono creare un campo di forza sferico che può attraversare l'acqua. Tuttavia, Sindrome cattura tutti e quattro i membri della famiglia. Dopo che Violetta li libera e tornano in città, Flash e la sua famiglia sconfiggono Sindrome. Alcuni mesi dopo, i genitori di Flash gli permettono di partecipare all’atletica leggera. Alla fine del film, si riunisce alla sua famiglia indossando il suo costume per prepararsi ad affrontare il crimine.
In Gli Incredibili 2, mentre Helen cerca, tramite una campagna pubblicitaria di riabilitare l'immagine pubblica dei supereroi, Bob trascorre più tempo con i figli. Bob cerca di aiutare Flash a fare i compiti di matematica, trovando non poca difficoltà. Da parte sua, Flash sogna di sparare i razzi dalla macchina high-tech di suo padre. Quando Bob viene catturato, Flash, insieme al fratello e alla sorella, fugge con la macchina. Liberano i supereroi, compresi i genitori, catturati nello yatch di Winston, portando di conseguenza la sconfitta e l'arresto di Evelyn. Alla fine del film, la famiglia vede un inseguimento in corso ed ancora una volta entra in azione.

## Sviluppo
Nel progettare la famiglia degli Incredibili, Brad Bird voleva che ognuno di loro avesse poteri collegati alla personalità. Ha preso in considerazione il fatto che i ragazzi di dieci anni sono sfere di energia iperattiva, così ha concepito Flash come "il bambino di dieci anni che può muoversi due volte più velocemente di chiunque altro".
Gli animatori avevano scelto per il doppiaggio Spencer Fox, undicenne emergente, che ha fatto il suo debutto cinematografico nel primo film prestando la sua voce a Flash. Bird voleva dare al personaggio una vera voce affannata in determinate scene, quindi Fox fece quattro giri di corsa negli studio Pixar fino a quando non si stancò. A causa della maturazione della voce di Fox, nel sequel è stato sostituito da Huckleberry Milner, di 10 anni.
Il produttore John Walker ha affermato di Flash nel sequel: "Flash ha avuto un assaggio della vita come combattente del crimine nel primo film. Il ritorno alla vita normale non lo interessa davvero - ama combattere il crimine con la sua famiglia e, ancora di più, mostrare quanto può essere veloce".

## Caratterizzazione

### Personalità
Flash, come descritto da Helen, è un "ragazzo competitivo e un po' sbruffone". Ha una natura spericolata e impulsiva. Flash crede che non dovrebbe vergognarsi delle sue capacità e che debba nasconderle, credendo che lo renda speciale. Anche se litiga spesso con sua sorella Violetta, mostra un lato premuroso quando la difende contro uno dei seguaci di Sindrome nel primo film.

### Poteri e abilità

Le abilità di Flash sono spesso paragonate a quelli dell'omonimo supereroe della DC Comics.

Flash possiede la capacità sovrumana di correre a grandi velocità e il suo potere è sufficiente per consentirgli di camminare sull'acqua senza immergersi. Questa velocità sembra estendersi anche agli altri suoi arti individuali in quanto è in grado di dare colpi rapidamente. La sua velocità rende i suoi riflessi molto più veloci di quelli di un normale essere umano. Questa capacità è necessaria quando ha bisogno di cambiare direzione, mentre corre a velocità sovrumane. Edna ha progettato la sua tuta per far resistere la sua velocità all'attrito dell'aria, all'usura e al calore.
Il videogioco Gli Incredibili: L'Ascesa del Minatore mostra la sua velocità massima a oltre 305 chilometri all'ora.
Combinando la sua velocità sovrumana con lo slancio che crea mentre è in fuga, Flash è in grado di compiere gesta di agilità sovrumana, che nessun altro essere umano normale o persino un "Super" come suo padre, Mr. Incredibile, potrebbe fare.
Sembra che abbia una resistenza sovrumana: Flash non mostra mai segni di affaticamento, nemmeno dopo aver sostenuto la sua corsa super veloce per lunghi periodi di tempo sebbene un uso prolungato dei suoi poteri per ore lo può ancora affaticare.

## Accoglienza
Hypable ha classificato Flash come il sesto miglior supereroe del secondo film; l'autore Aaron Locke ha dichiarato sul personaggio: "Ancora giovane e ancora imparando importanti virtù come la pazienza e la moderazione, Flash è pieno di potenzialità che potrebbero renderlo un potente supereroe". Ana Luisa Suarez di Hollywood.com ha considerato Flash che celebra la vittoria uno dei "15 motivi per cui Gli Incredibili è il miglior film di supereroi". Jennifer Frey del The Washington Post ha descritto Flash come "il classico ragazzino ribelle, furioso del fatto che la sua velocità sovrumana gli impedisce di unirsi a qualsiasi squadra sportiva". Joshua Tyler di CinemaBlend ha affermato: "È completamente innamorato dei suoi poteri".
Come per la sorella Violetta, alcuni critici hanno sostenuto che il personaggio fosse stato utilizzato troppo poco nel sequel e che fosse stato relegato solo ad una spalla comica. Mike Sorrentino, per CNET, ha scritto che l'enfasi del film su Helen e Bob fa sì che Flash sia "relegato in disparte per la maggior parte del film". Molly Freeman ha osservato che l'arco narrativo del personaggio "esiste in gran parte per arricchire la trama di Bob" e ha dichiarato che "Flash riceve poco tempo nel film, e anche poco sviluppo di conseguenza, riducendosi ad essere poco più di un supporto comico". Germain Lussier di io9 ha espresso un’opinione simile.
I critici hanno elogiato il doppiatore di Flash del sequel. Scrivendo per Vulture.com, Edelstein ha scritto: "Huck Milner rende giustizia al suo nome di battesimo: potrebbe essere Huck Finn o Tom Sawyer o qualsiasi eroe ancora bambino". Anthony Lane del The New Yorker ha affermato che "il Flash ad alta velocità, è stato aggiornato; le sue battute sono ora parlate, mi rallegro a dirlo, da un giovane attore di nome Huckleberry Milner. È ideale per il personaggio, il cui obiettivo permanente è correre e vedere quali avventure attendono".
Nel maggio 2017 Flash è stato classificato come sesto supereroe più potente del suo film di provenienza da Shawn S. Lealos a ScreenRant.